# Blanc de blancs

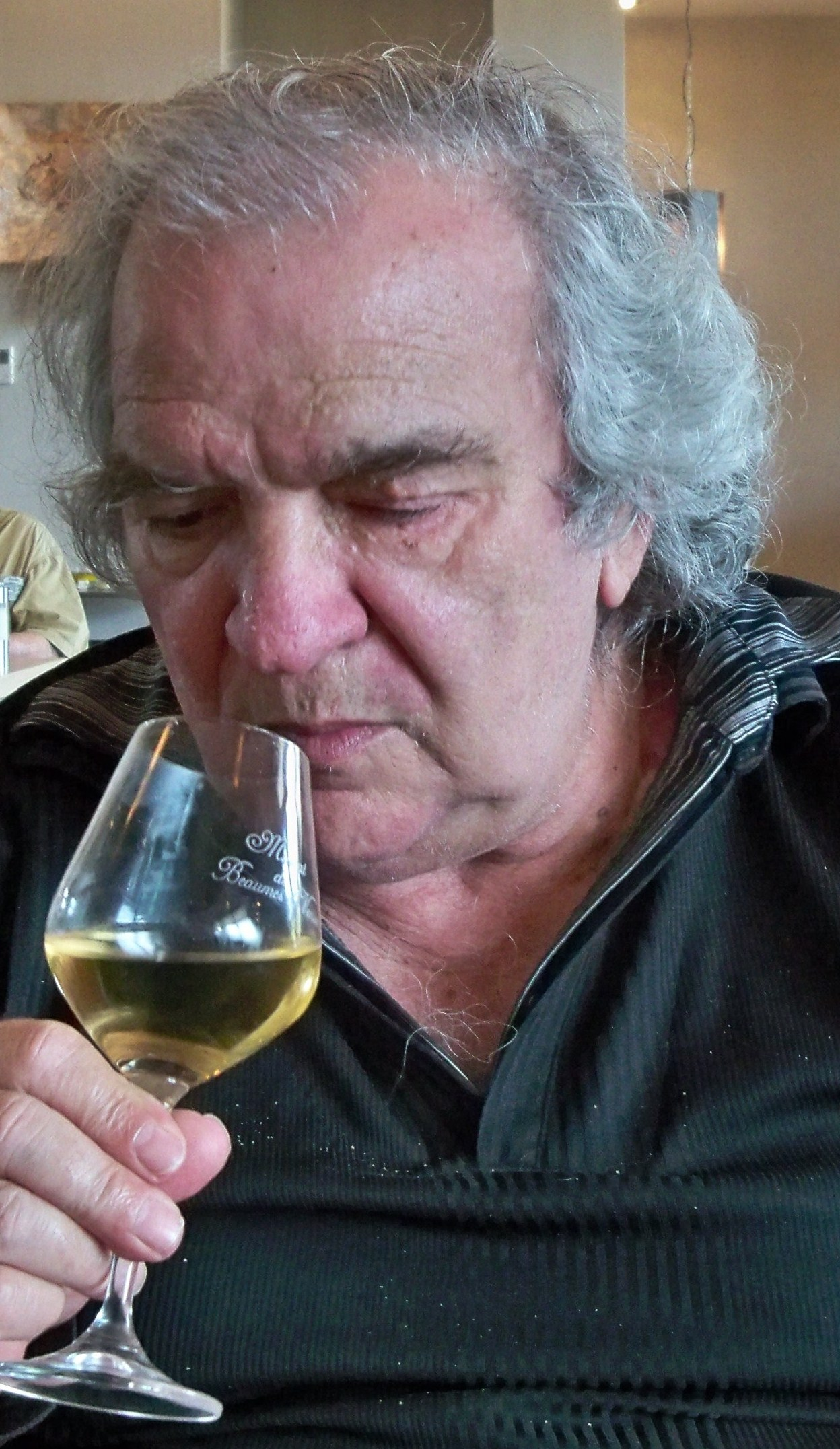

Blanc de blancs (franska vit från vita) är en typ av mousserande vin eller vitt vin tillverkat enbart på ”vita” (på svenska betecknat gröna) vindruvor. Benämningen kommer av att man i Champagne använder såväl blå som gröna druvsorter. Champagne som enbart görs på gröna druvor, det vill säga bara på chardonnaydruvor, betecknas därför blanc de blancs. Många andra mousserande viner lånar därför den beteckningen.
Benämningen kan tyckas överflödig och självklar, men förklaringen är enkel. Eftersom det är pigmentet antocyanin i druvskalet som ger vinet dess färg, går det att producera vita viner på blåa druvor, genom att snarast efter pressningen avlägsna skalen från musten.
”Motsatsen” till blanc de blancs är blanc de noirs.